# Muricanthus
Muricanthus là một chi ốc biển, là động vật thân mềm chân bụng sống ở biển thuộc họ Muricidae, họ ốc gai.

## Các loài
Các loài thuộc chi Muricanthus bao gồm:
- Muricanthus ambiguus (Reeve, 1845)
- Muricanthus callidinus Berry, 1958
- Muricanthus nigritus (Philippi, 1845)
- Muricanthus radix (Gmelin, 1791)
- Muricanthus strausi (A. H. Verrill, 1950)

Các loài đồng nghĩa
- Muricanthus kusterianus (Tapparone-Canefri, 1875): syn. Hexaplex kuesterianus (Tapparone-Canefri, 1875)
- Muricanthus princeps (Broderip, 1833): syn. Hexaplex princeps (Broderip, 1833)
- Muricanthus trippae Petuch, 1991: syn. Hexaplex fulvescens (G.B. Sowerby II, 1834)
- Muricanthus varius (G.B. Sowerby I, 1834):[3] syn. Chicoreus varius (G.B. Sowerby II, 1834)
- Muricanthus virgineus (Röding, 1798): syn. Chicoreus virgineus (Röding, 1798)